# بوفالو گپ (داکوتای جنوبی)
بوفالو گپ(به انگلیسی: Buffalo Gap) شهری در ایالت داکوتای جنوبی کشور ایالات متحده آمریکا است که جمعیت آن در سرشماری سال ۲۰۱۰ میلادی، ۱۲۶ نفر بوده‌است.